# Moclón
Moclón es un despoblado de origen andalusí situado en las faldas de Sierra Bermeja, en actual término municipal de Júzcar, en la provincia de Málaga (España), en el que se pueden observar en pie sus casas y su iglesia transformada en lagar.
De su historia se sabe que antes del alzamiento de los moriscos vivían en él 18 vecinos, de los cuales sólo 5 eran cristianos viejos. En 1570 fueron expulsados sus vecinos moriscos, siendo repoblado el lugar por orden de Felipe II con 6 familias cristianas procedentes de Écija, Osuna, El Pedroso y Castellar de la Frontera.
A principios del siglo XVIII, con la construcción en su diezmería de la Real Fábrica de Hojalata de San Miguel, quedó despoblado el lugar al irse los restantes habitantes que por aquella época aún quedaban en él a la mencionada fábrica, a causa de las expectativas laborales que ésta creó en la zona.
La patrona de Júzcar debe su nombre a este lugar.